# Александрополь (Ясиноватский район)
Александро́поль (укр. Олександропіль; до 2016 г. — Ро́зовка) — село на Украине, находится в Ясиноватском районе Донецкой области.
Код КОАТУУ — 1425586501. Население по переписи 2001 года составляет 305 человек. Телефонный код — 6236.
В Александрополе находится Свято-Иоанно-Златоустовский храм Ясиноватского благочиния донецкой епархии украинской православной церкви Московского патриархата.

## Адрес местного совета
86030, Донецкая область, Ясиноватский р-н, с. Александрополь, ул. Донецкая, 1а, тел. 283-42